# لادیسلاف بوهاچ
لادیسلاف بوهاچ (انگلیسی: Ladislav Boháč؛ ۱۴ آوریل ۱۹۰۷ – ۴ ژوئیهٔ ۱۹۷۸) هنرپیشه بود.
از فیلم‌ها یا برنامه‌های تلویزیونی که وی در آن نقش داشته‌است می‌توان به خلسه و اعتصاب اشاره کرد.